# Концевой эффектор

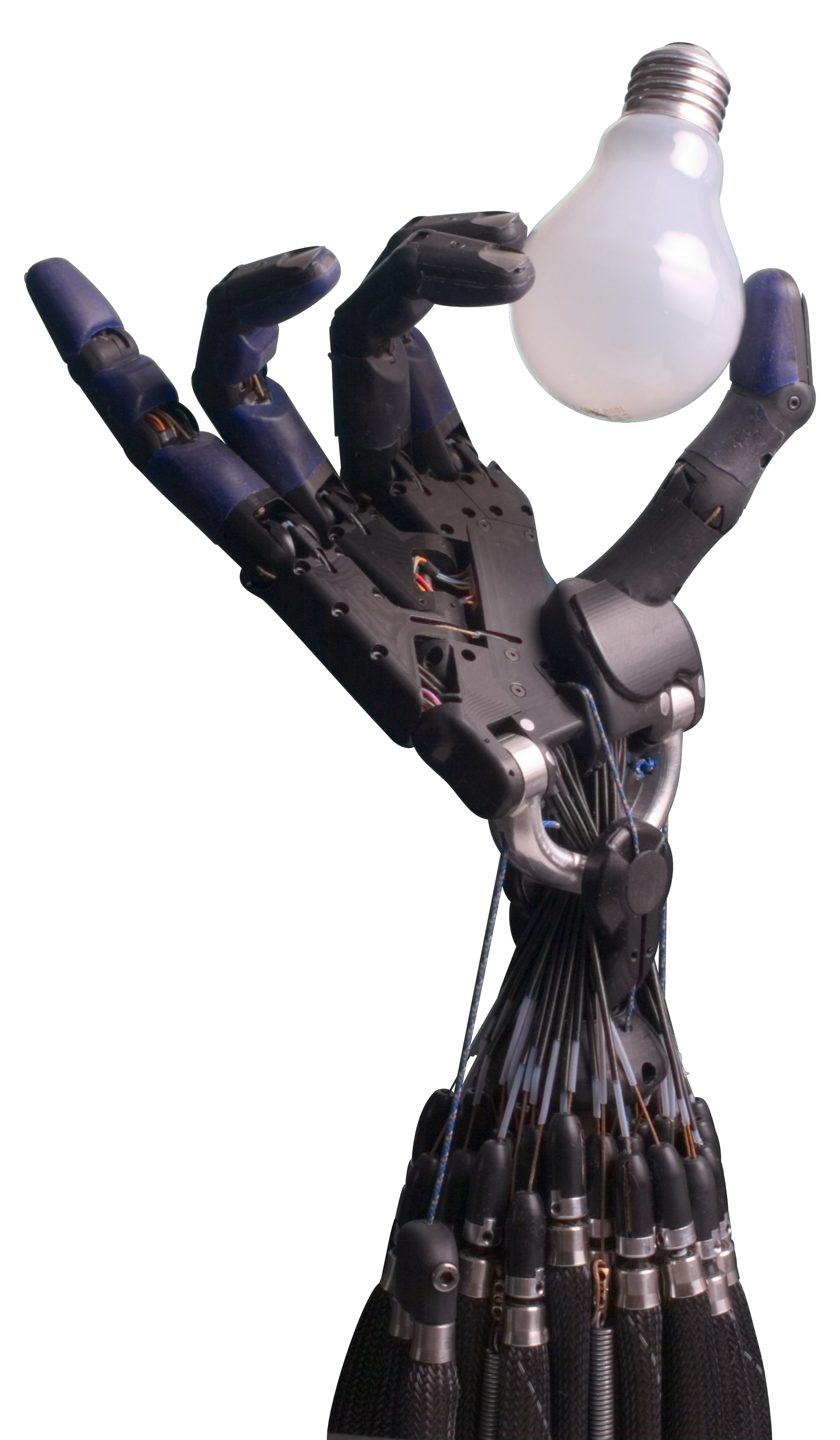
Манипулятор, имитирующий руку

Концевой эффектор (концевая оснастка или конечный инструмент, англ. End of arm tooling (EOAT)) —  рабочий орган робота, устройство на конце манипулятора, предназначенное для взаимодействия с окружающей средой. Характер устройства зависит от области применения, а эффектор может предназначаться для выполнения конкретной функции (сварочная горелка) или одновременной работы в нескольких процессах (захваты с пальцами).
В строгом определении, берущем начало от серийных роботов-манипуляторов, концевой эффектор означает последнее звено (конец) робота, на котором крепятся инструменты. В более широком смысле концевой эффектор можно рассматривать как часть робота, взаимодействующую с рабочей средой. Это не относится к колёсам мобильного робота или ногам гуманоидного робота, которые отвечают за перемещение робота и являются часть его системы мобильности.
В конечных эффекторах могут применяться электрический, гидравлический, механический или пневматический приводы, которые доступны в различных вариантах исполнения, включая угловые и параллельные. Наиболее распространены механические, либо электромеханические системы.
По функциональности рабочие органы можно разделить на захваты, инструменты и датчики.

## Захваты

### Категории
Применительно к роботизированным захватам можно выделить четыре общие категории:

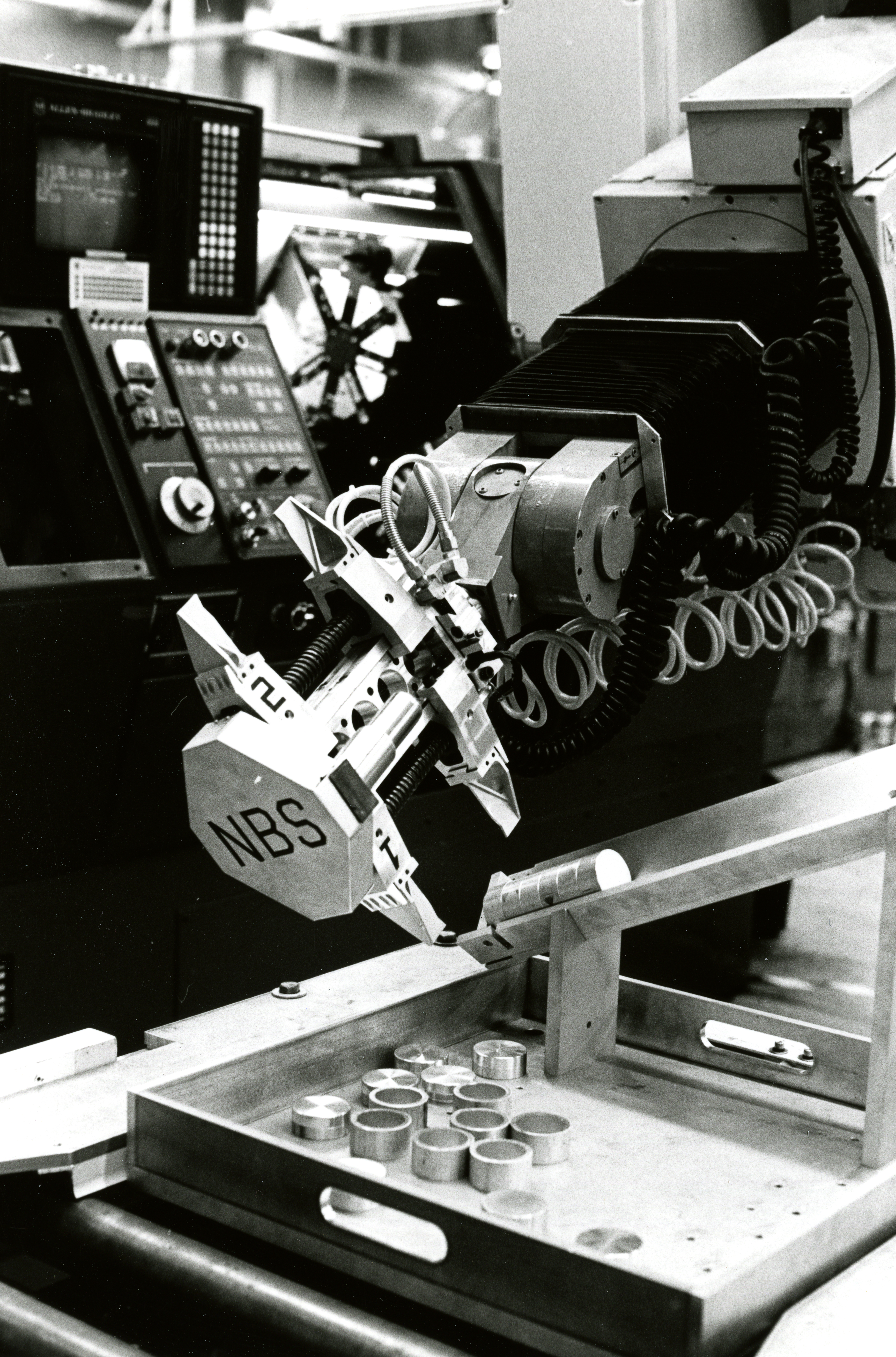
Захват промышленного робота

- Импактные (ударные): челюсти или клешни, которые физически захватывают объект прямо воздействуя на него для перемещения или переориентации. Их можно спроектировать для использования в любой отрасли и для работы с любыми типами объектов. Кроме того, захват и перемещение объекта не требует большого количества программных средств управления, что, как правило, снижает стоимость системы в целом.
- Ингрессивные (проникающие): штифты, иглы или зацепы, которые физически проникают в поверхность объекта. Используются при работе с текстилем, углеродными и стеклянными волокнами, где физический захват объекта невозможен или неэффективен. Этот тип захвата требует довольно большого количества инженерных средств управления, но он существенно повышает эффективность производства, поскольку применяется в трудоёмких сферах.
- Астриктивные (притягивающие): вакуумные, магнито- или электроадгезионные захваты, которые используют силу притяжения для захвата объекта. Их применяют для перемещения продуктов с чувствительными поверхностями, таких как краска или продукты в мешках. Но астриктивные захваты начали получать распространение и в работе с мебелью, мелкими деталями, другими предметами, требующими бережного обращения.
- Контигуративные (соприкасающиеся): Захваты с применением клея, замораживания или эффекта поверхностного натяжения, которые обеспечивают адгезию. Используются, например, в пищевой[5] и текстильной промышленностях.

Эти категории описывают физические эффекты, используемые для достижения стабильного контакта между устройством захвата и захватываемым объектом.
В промышленности могут использоваться механические, вакуумные, магнитные захваты, а также сервоприводы.

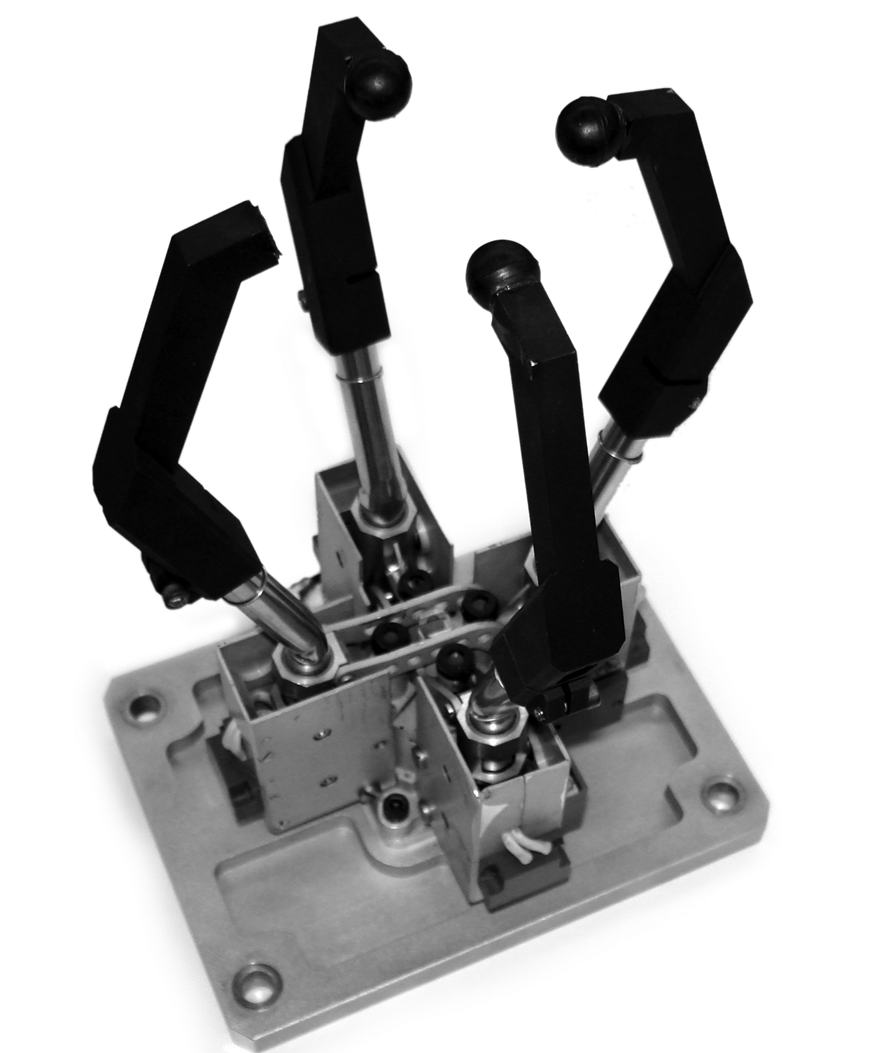
Четырехпальцевый механический захват

Механические захваты — самый простой тип, челюсти или пальцы для захвата объекта. Они просты, прочны и надёжны, их часто используют в операциях по сборке. Механические захваты можно дополнительно классифицировать по типу используемых губок или пальцев: параллельные или угловые захваты, захваты с двумя, тремя, четырьмя пальцами.
Вакуумные захваты используют присоски для захвата и удержания предметов. Их в основном используют при работе с плоскими, гладкими или пористыми объектами, такими как стеклянные панели или печатные платы, в автомобильной промышленности и при обработке металлических листов. Вакуумные присоски просты, имеют короткий рабочий цикл и очень надёжны. Но они могут быть непригодны в работе с грузами неправильной формы или тяжёлыми объектами.
Магнитные захваты используют магнитные поля для удержания ферромагнитных предметов, например, стальных пластин. Этот тип применяют при перемещении тяжёлых предметов или предметов неправильной формы, с которыми сложно справится другими видами захватов. Магнитные устройства надёжны, требуют минимального обслуживания и имеют короткий цикл. Но, скорее всего, они окажутся непригодными для работы с неферромагнитными материалами.
В сервозахватах применяют двигатели и редукторы для точного контроля силы захвата и позиционирования робота. Они подходят для работы, которая требует высокой точности и гибкости, например при контроле качества. Также сервозахваты обладают высокой универсальностью применения, их можно запрограммировать на регулировку силы и положения захвата в зависимости от размера и формы обрабатываемого объекта. Но подобные системы часто могут быть более дорогими и требовать более сложных систем управления.
Захваты Бернулли используют воздушный поток между захватом и деталью, при этом подъёмная сила сближает захват и деталь (по принципу Бернулли). Захваты Бернулли относятся к типу бесконтактных захватов; объект остаётся в силовом поле, создаваемом захватом, не вступая с ним в непосредственный контакт. Эта система нашла применение при обработке фотоэлементов, кремниевых пластин, а также в текстильной и кожевенной промышленности. 
Другие принципы менее распространены в макромасштабе (размер детали >5 мм), но за последние десять лет продемонстрировали интересные применения в микроуправлении.
К числу таких принципов относятся: электростатические захваты и захваты Ван-дер-Ваальса, основанные на межмолекулярных силах (силе Ван-дер-Ваальса); капиллярные захваты; криогенные захваты, основанные на жидкой среде; ультразвуковые захваты; лазерные захваты, причём последние два принципа относятся к бесконтактному захвату.
- В электростатических захватах используется разность зарядов между захватом и деталью (электростатическая сила), часто активируемая самим захватом.
- В ван-дер-ваальсовых захватах используется малая сила (всё ещё электростатическая) притяжения между молекулярными диполями захвата и объекта.
- Капиллярные захваты используют поверхностное натяжение жидкого мениска между захватом и деталью для центрирования, выравнивания и захвата детали.
- Криогенные захваты замораживают небольшое количество жидкости, и образующийся лёд создаёт необходимое усилие для подъёма и захвата объекта (этот принцип используется также при работе с пищевыми продуктами и при захвате текстиля).
- В ультразвуковых захватах стоячие волны давления используются для подъёма детали и её удержания на определённом уровне (пример левитации как на микроуровне, при обработке винтов и прокладок, так и на макроуровне, при обработке солнечных элементов или кремниевых пластин).
- Лазерные захваты создают давление, достаточное для захвата и перемещения микродеталей в жидкой среде (в основном в клетках). Этот тип известен и как «лазерный пинцет».

Особую категорию фрикционных/челюстных захватов составляют игольчатые захваты. Это так называемые интрузивные захваты, использующие как трение, так и замыкание формы, как и стандартные механические захваты. Механические захваты в зависимости от выполняемых задач могут состоять из двух, трёх и даже пяти пальцев.

### Захватный механизм
Распространённой формой роботизированного захвата является принудительное (силовое) замыкание.
Как правило, захват осуществляется механическими пальцами или аналогичными элементами. Двухпальцевые захваты, как правило, используются в промышленных роботах, выполняющих специфические задачи в менее сложных операциях.
Два типа механизмов, используемых в двухпальцевых захватах, учитывают форму захватываемой поверхности и силу, необходимую для захвата объекта. Форма поверхности захвата пальцев может быть выбрана в зависимости от формы объектов манипулирования. Например, у робота, поднимающего круглые предметы, форма поверхности захвата может представлять собой вогнутый отпечаток предмета. Для квадратной формы поверхность может быть плоской.

### Уровни силы
Хотя на тело, поднимаемое роботизированным манипулятором, действует множество сил, основной из них является сила трения. Поверхность захвата может быть выполнена из мягкого материала с высоким коэффициентом трения, чтобы не повредить поверхность объекта. Роботизированный захват должен выдерживать не только вес объекта, но и ускорение, а также движение, возникающее при частом перемещении объекта.
Для определения силы, необходимой для захвата объекта, используется следующая формула
{\displaystyle F={\frac {ma}{\mu n}}}
где:
| {\displaystyle \,F}    | это | сила, необходимая для захвата объекта, |
| {\displaystyle \,m}    | это | масса объекта,                         |
| {\displaystyle \,a}    | это | ускорение объекта,                     |
| {\displaystyle \,\mu } | это | коэффициент трения,                    |
| {\displaystyle \,n}    | это | количество пальцев в захвате.          |

Более полное уравнение учитывает направление движения. Например, при движении тела вверх, против силы гравитации, требуемая сила будет больше, чем в направлении силы гравитации.
Следовательно, вводится ещё один член, и формула приобретает вид:
{\displaystyle F={\frac {m(a+g)}{\mu n}}}
Здесь значение {\displaystyle \,g} следует принять за ускорение, обусловленное силой тяжести, а {\displaystyle \,a} — ускорение, обусловленное движением.
Для многих физически интерактивных манипуляционных задач, таких как письмо или работа с отвёрткой, могут быть применены критерии, связанные с непосредственным выполнением задачи. Они позволяют выбрать захваты, которые наиболее полно соответствуют конкретным требованиям.

## Инструменты
Концевые эффекторы-инструменты используются для выполнения конкретных действий — точечной сварки, окрашивания и других. Они нужны для автоматизации процессов, работы с условиях, опасных для человека, а также для операций требующих высокой точности и стабильности.

У роботов на сборочной линии инструментальными концевыми эффекторами, как правило, являются сварочная головка или краскопульт. Другими возможными конечными эффекторами могут стать дрель, фреза, режущий или шлифовальный инструмент, дозатор  для клея, герметика или смазочных материалов. Также дозаторы применяют в 3D-печати.

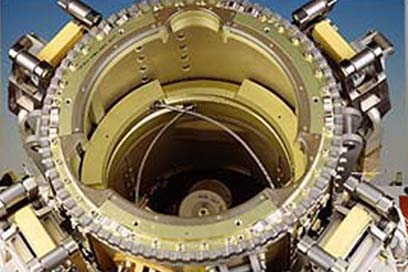
Концевой эффектор с системой тросов

Рабочим органом хирургического робота может быть скальпель или другой инструмент, нужный для операции.
В концевом эффекторе роботизированной руки космического корабля используется схема из тросов, которые, подобно диафрагме камеры, смыкаются вокруг рукоятки или другой точки захвата.

## Датчики
Датчики могут быть как инструментов выполнения основной функции робота, в том случае если его задача — сбор информации. Или же датчики в качестве концевого эффектора могут быть элементом системы управления роботом, помогая ему собрать информацию об окружающей среде, включая положение и ориентацию объектов вокруг него и самого робота. Это помогает автоматизированной системе решить, как взаимодействовать с пространством вокруг.
Некоторые из наиболее распространённых видов датчиков:
- Датчики приближения используют для обнаружения объектов вблизи концевого эффектора. В зависимости от типа эти датчики могут обнаруживать различные цели, от металла и пластика до жидкостей.
- Датчики силы/крутящего момента измеряют соответствующие параметры, приложенные к роботу или к объектам взаимодействия. Эти датчики часто применяют для измерения силы, необходимой для захвата или перемещения объекта.
- Датчики технического зрения используют камеры и другие технологии обработки изображений, обеспечивая визуальную обратную связь о положении, ориентации и движении конечного эффектора и объектами взаимодействия. Эти датчики часто применяют в операциях, требующих точного позиционирования и манипуляций. Кроме того, камеры также используют для распознавания объектов, отслеживания, навигации и обхода препятствий.
- Датчики света используют для обеспечения обратной связи о положении объектов в условиях низкой освещённости.
- Магнитные датчики или датчики Холла используют для обнаружения магнитных полей. Они определяют положение и ориентацию объектов, содержащих магниты.
- Датчики дальности используют для измерения расстояния между концевым эффектором робота и объектами рядом с ним.

## Приводы концевых эффекторов
Преимущества и недостатки типов приводов эффекторов различаются в зависимости от энергопотребления, размера, сложности, веса и требований конкретного проекта. Выбор подходящего EOAT обычно зависит от потребностей пользователя и компетентности интегратора. Механические и электрические приводы — сбалансированные системы без ярко выраженных особенностей.
Пневматические рабочие органы оптимально подходят для упаковочной промышленности благодаря соотношению веса к мощности. По сравнению с электрическими эффекторами их установка относительно проста, а компоненты легко найти. Пневматические эффекторы способны прикладывать значительные усилия на высоких скоростях при небольших габаритах устройства.
Однако пневматический привод обеспечивают меньший контроль над силой захвата и меньшую гибкость по сравнению с электрическим EOAT. Кроме того, на их популярность повлияло внесение в расчёты рентабельности стоимость необходимого в работе сжатого воздуха (воздушных компрессоров).
Гидравлический привод работает быстро и точно, способен  создавать очень высокое  усилие сжатие и поддерживать высокую скорость работы. К существенным недостаткам можно отнести только опасность загрязнения при повреждении гидравлических линий, что может привести к порче эффектора, манипулятора или всего робота. Кроме того, гидравлическим EOAT требуются компрессоры для подачи жидкости.

## Конечные эффекторы роботизированного соответствия требованиям силы (RFCEE)
Конечные эффекторы роботизированного соответствия требованиям силы позволяют роботам прикладывать силу к объекту в необходимом объёме, распознавать сопротивление или реакцию объекта на приложенную силу и соответствующим образом корректировать работу.
RFCEE обычно используются в задачах, где роботам необходимо взаимодействовать с объектами, которые не зафиксированы жёстко на месте и в тех случаях, когда есть неопределённость относительно местоположения или ориентации объекта. RFCEE помогут при роботу захватить и позиционировать деталь с большей точностью и аккуратностью, даже при небольшом смещении детали или недостаточно точной калибровке.
Соответствие требованиям силы может быть достигнуто различными средствами. Например, использованием пружин, гидравлических или пневматических систем.
RFCEE снижают риск повреждения манипулируемого объекта или даже самого робота, а также улучшают общую производительность при работе в сложных динамичных средах, обеспечивая более естественное и интуитивное взаимодействие с окружающей средой.

## Активная и пассивная технологии
Активная совместимая технология (ACT) использует датчики и системы управления для активной адаптации к изменениям в окружающей среде или выполняемой задаче, обеспечивая большую гибкость, адаптируемость и универсальность.
Концевые эффекторы ACT обеспечивают заданный уровень жёсткости или податливости. Уровень жёсткости можно регулировать с учётом размера и веса объекта манипуляций, или желаемый уровень точности и аккуратности, чтобы обеспечить оптимальное взаимодействие с окружающей средой.
Концевые эффекторы ACT позволяют взаимодействовать с деликатными или хрупкими объектами осторожнее и точнее, чем при использовании других рабочих органов. Также их можно использовать в задачах с неизвестными параметрами местоположения или ориентации манипулируемого объекта.
Активная совместимая технология может быть особенно полезна в задачах, требующих сочетания жёстких и податливых движений. Например, роботу, выполняющему задачу по сборке, может потребоваться сначала позиционировать деталь с высокой степенью точности, а затем аккуратно прижать на выбранном месте.
Пассивная технология — использование для концевых эффекторов материалов и конструкций, обеспечивающих определённый уровень гибкости или податливости. Это позволяет адаптироваться им под изменения в окружающей среде или задаче без дополнительного контроля.
Податливость могут обеспечивать, например, пружины, резина или гибкие материалы. Эти материалы или конструкции поглощают воздействующие силы и равномерно их распределяют, снижая риск повреждения манипулируемого объекта или самого робота.
Пассивные концевые эффекторы, как правило, проще и экономичнее, чем использование активной совместимой технологии. Они также, как правило, более надёжны и требуют меньшего обслуживания из-за отсутствия электронных компонентов или датчиков.
Пассивная система особенно полезна при последовательном и предсказуемом характере необходимого уровня соответствия и в этом случае может позволить обойтись без использования датчиков или систем управления. Например, при упаковке или укладке на поддоны, где уровень силы при захвате и позиционировании объектов задан заранее.

## Рынок концевых эффекторов
Весь рынок автоматизации быстро растёт, в том числе и сегмент концевых эффекторов. В 2023 году объём рынка EOAT оценили в $4.49 млрд, а к 2028 году он достигнет, по ожиданиям, $8.61 млрд. Среднегодовой темп роста в течение прогнозируемого периода составит 13.93%. Самый быстрорастущий и одновременно самый большой рынок — Азиатско-Тихоокеанский регион.
Однако, в США запущен ряд правительственных инициатив, направленных на усиление внедрения робототехники. Например, Федеральное правительство США реализует программу «Национальная инициатива по робототехнике (NRI)», направленную на расширение возможностей создания домашних роботов в стране и поощрение исследовательской деятельности в этой области.
Ещё в феврале 2021 года Национальный научный фонд (NSF) выпустил новую инициативу NRI-3.0. NRI-3.0 поддерживается несколькими агентствами федерального правительства, включая NSF, Министерство сельского хозяйства США (USDA), Национальное управление по аэронавтике и исследованию космического пространства (NASA), Министерство транспорта (DOT), Национальные институты здравоохранения США (NIH) и Национальный институт безопасности и гигиены труда (NIOSH).